# 2. deild Wysp Owczych (2009)
W roku 2009 odbyła się 33. edycja 2. deild Wysp Owczych – trzeciej ligi piłki nożnej Wysp Owczych. W rozgrywkach brało udział 10 klubów z całego archipelagu. Dwa kluby z pierwszych miejsc awansowały do 1. deild. W sezonie 2009 były to: AB II Argir oraz EB/Streymur II. Kluby z ostatnich miejsc spadały do 3. deild, a w roku 2009 były to: Undrið FF i B71 II Sandoy.

## Uczestnicy
| Uczestnicy 2. deild Wysp Owczych 2008                                                                         | Uczestnicy 2. deild Wysp Owczych 2008 | Uczestnicy 2. deild Wysp Owczych 2008 | Uczestnicy 2. deild Wysp Owczych 2008 |
| --- | ------------------------------------- | ------------------------------------- | ------------------------------------- |
| ABII | AB II Argir                           | 3                                     |                                       |
| TB II | TB II Tvøroyri                        | 4                                     |                                       |
| 07II | 07 II Vestur                          | 5                                     |                                       |
| ÍF II | ÍF II Fuglafjørður                    | 6                                     |                                       |
| VÍKIII | Víkingur III Gøta                     | 8                                     |                                       |
| B36II | B36 II Tórshavn                       | 10                                    |                                       |
| Spadek z 1. deild Wysp Owczych 2008                                                                           |                                       |                                       |                                       |
| EBSII | EB/Streymur II                        | 9                                     |                                       |
| KÍII | KÍ II Klaksvík                        | 10                                    |                                       |
| Awans z 3. deild Wysp Owczych 2008                                                                            |                                       |                                       |                                       |
| UFF | Undrið FF                             |                                       |                                       |
| B71II | B71 II Sandoy                         |                                       |                                       |
| Oznaczenia: - kolumna pierwsza – skróty nazw drużyn, - kolumna trzecia – miejsce zajęte w poprzednim sezonie. |                                       |                                       |                                       |

## Tabela ligowa
| Lp. | Drużyna             | M  | Z  | R | P  | Bramki | Bramki | Różn. | Pkt | Uwagi              |
| --- | ------------------- | -- | -- | - | -- | ------ | ------ | ----- | --- | ------------------ |
| 1   | AB II Argir (M) (A) | 18 | 12 | 2 | 4  | 52     | 27     | +25   | 38  | Awans do 1. deild  |
| 2   | 07 II Vestur        | 18 | 11 | 5 | 2  | 49     | 27     | +22   | 38  |                    |
| 3   | EB/Streymur II (A)  | 18 | 11 | 3 | 4  | 46     | 27     | +19   | 36  | Awans do 1. deild  |
| 4   | KÍ II Klaksvík      | 18 | 11 | 3 | 4  | 44     | 27     | +17   | 36  |                    |
| 5   | B36 II Tórshavn     | 18 | 10 | 5 | 3  | 43     | 30     | +13   | 35  |                    |
| 6   | TB II Tvøroyri      | 18 | 6  | 3 | 9  | 29     | 37     | −8    | 21  |                    |
| 7   | ÍF II Fuglafjørður  | 18 | 5  | 4 | 9  | 29     | 43     | −14   | 19  |                    |
| 8   | Víkingur III Gøta   | 18 | 5  | 1 | 12 | 16     | 57     | −41   | 16  |                    |
| 9   | Undrið FF (S)       | 18 | 3  | 1 | 14 | 26     | 51     | −25   | 10  | Spadek do 3. deild |
| 10  | B71 II Sandoy (S)   | 18 | 1  | 3 | 14 | 12     | 20     | −8    | 6   | Spadek do 3. deild |